# Canton du Horps
Le canton du Horps est une ancienne division administrative française située dans le département de la Mayenne et la région Pays de la Loire.

## Géographie
Ce canton était organisé autour du Horps dans l'arrondissement de Mayenne. Son altitude varie de 114 m (Champéon) à 327 m (Hardanges) pour une altitude moyenne de 275 m.[réf. souhaitée]

## Représentation

### Conseillers généraux de 1833 à 2015
| Période | Période      | Identité                                    | Étiquette   | Qualité |
| ------- | ------------ | ------------------------------------------- | ----------- | --- |
| 1833    | 1848         | Julien Godde                                |             | Notaire et juge de paix au Ribay, maire du Ribay                                                                     |
| 1848    | 1852         | Charles-Alexis de Hauteville-Duhardas       |             | Propriétaire, maire de Charchigné                                                                                    |
| 1852    | 1871         | Aimé-René Pichot de La Graverie             |             | Avocat puis juge au tribunal civil de Mayenne, conseiller d'arrondissement                                           |
| 1871    | 1873 (décès) | Prosper Gasté                               |             | Avocat, président du tribunal civil de Laval en 1851                                                                 |
| 1874    | 1877 (décès) | Paul Boudet                                 |             | Avocat au barreau de Paris en 1821, député (1834-1838), sénateur (28 mars 1865), ministre de l'Intérieur (1863-1865) |
| 1877    | 1902 (décès) | Edmond Leblanc (père)                       | Droite      | Avocat à Mayenne, maire du Ribay, conseiller d'arrondissement, député (1885-1889)                                    |
| 1902    | 1940         | Edmond Leblanc (fils)                       | ALP-URD     | Avocat à Mayenne, maire du Ribay, député (1906-1910), sénateur (1925-1941), nommé conseiller départemental en 1943   |
|         |              |                                             |             | |
| 1945    | 1982         | Rémi Thuault (1901-1983, fils de P.Thuault) | RI puis DVD | Notaire, maire du Horps                                                                                              |
| 1982    | 2001         | Georges Dessaigne                           | UDF-CDS     | Industriel, maire du Horps (1977-1995), sénateur (1986-1988 et 1995-1997)                                            |
| 2001    | 2015         | Gérard Dujarrier                            | DVD         | Agriculteur, maire du Horps depuis 2008, élu en 2015 dans le canton de Lassay-les-Châteaux                           |

Le canton participe à l'élection du député de la troisième circonscription de la Mayenne.

### Conseillers d'arrondissement (de 1833 à 1940)
| Période                                  | Période      | Identité                         | Étiquette           | Qualité |
| ---------------------------------------- | ------------ | -------------------------------- | ------------------- | --- |
| 1833                                     | 1836         | Louis Louvard (1791-1866)        |                     | Maire de Champéon                                                                                           |
| 1836                                     | 1842         | M. Richard                       |                     | Maire de Poulay                                                                                             |
| 1842                                     | 1848         | Jean Marc Ferrère (1774-1859)    |                     | Juge de paix au Horps, propriétaire au Ribay                                                                |
| 1848                                     | 1852         | Aimé-René Pichot de La Graverie  |                     | Avocat puis juge au tribunal civil de Mayenne                                                               |
|                                          |              |                                  |                     | |
| 1855                                     | 1871         | Louis Leblanc                    |                     | Juge de paix, maire du Ribay                                                                                |
| 1871                                     | 1900 (décès) | Louis Sablé (1825-1901)          | Conservateur        | Propriétaire, marchand de bestiaux à Charchigné, propriétaire à Champéon                                    |
| 1900                                     | 1911         | Pierre Plagué                    | Républicain libéral | Maire de La Chapelle-au-Riboul                                                                              |
| 1911                                     | 1937 (décès) | Pierre Thuault (1866-1937)       | Républicain libéral | Propriétaire, maire du Horps                                                                                |
| 1937                                     | 1940         | Rémi Thuault (fils du précédent) | Union nationale     | Notaire, maire du Horps                                                                                     |
| 1940                                     |              |                                  |                     | Les conseils d'arrondissement ont été suspendus par la loi du 12 octobre 1940 et n'ont jamais été réactivés |
| Les données manquantes sont à compléter. |              |                                  |                     | |

Source : Répertoire numérique des annuaires administratifs de la Mayenne. https://archives.lamayenne.fr/archives-en-ligne/ead.html?id=FRAD053_2NUM242&c=FRAD053_2NUM242_e0000017&qid=

## Composition

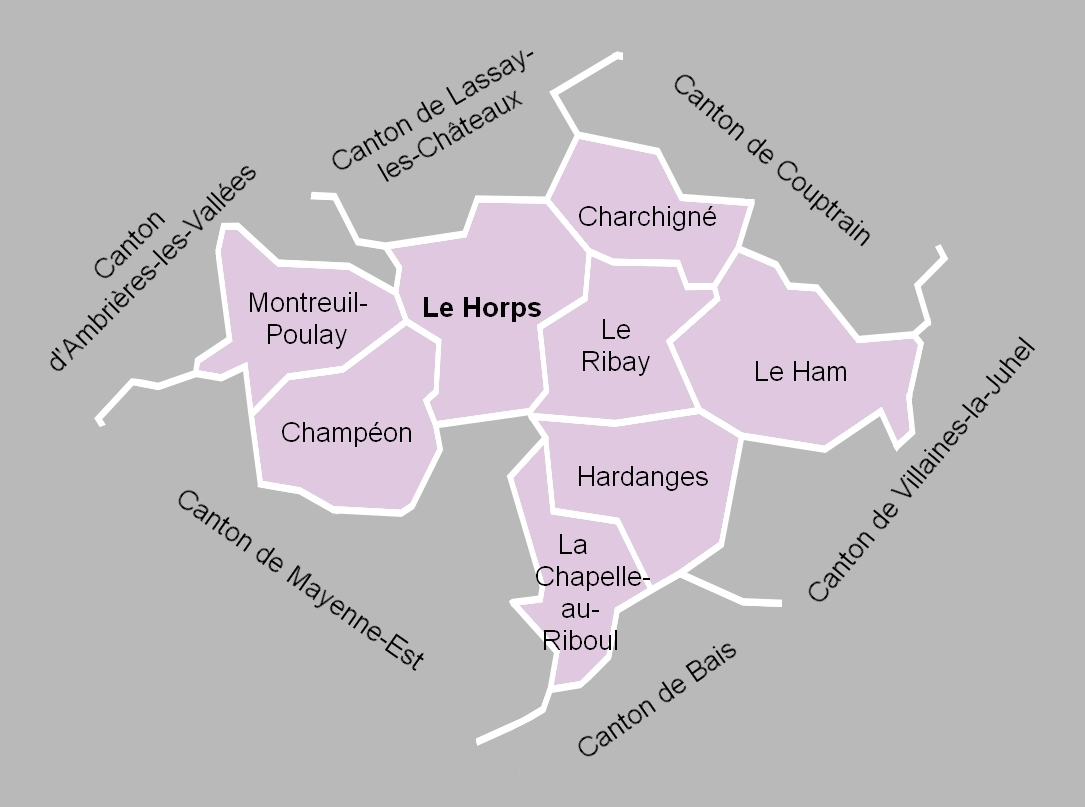
La carte des communes du canton. Les cantons limitrophes étaient ceux d'Ambrières-les-Vallées, de Lassay-les-Châteaux, de Couptrain, de Villaines-la-Juhel, de Bais et de Mayenne-Est.

Le canton du Horps groupait huit communes et comptait 3 866 habitants (population municipale 2012)
| Communes              | Population (2012) | Code postal | Code Insee |
| --------------------- | ----------------- | ----------- | ---------- |
| Champéon              | 575               | 53640       | 53051      |
| La Chapelle-au-Riboul | 509               | 53440       | 53057      |
| Charchigné            | 512               | 53250       | 53061      |
| Le Ham                | 412               | 53250       | 53112      |
| Hardanges             | 198               | 53640       | 53114      |
| Le Horps              | 762               | 53640       | 53116      |
| Montreuil-Poulay      | 390               | 53640       | 53160      |
| Le Ribay              | 458               | 53640       | 53190      |

À la suite du redécoupage des cantons pour 2015, toutes les communes à l'exception du Ham sont rattachées au canton de Lassay-les-Châteaux. Le Ham est intégré au canton de Villaines-la-Juhel.

### Ancienne commune
L'ancienne commune de Poulay, associée en 1972 à Montreuil, puis totalement fusionnée en 2007, était la seule commune supprimée, depuis la création des communes sous la Révolution, incluse dans le territoire du canton du Horps. La commune a pris le nom de Montreuil-Poulay.

## Démographie
| 1962  | 1968  | 1975  | 1982  | 1990  | 1999  | 2006  | 2011  | 2012  |
| ----- | ----- | ----- | ----- | ----- | ----- | ----- | ----- | ----- |
| 4 745 | 4 259 | 3 861 | 3 618 | 3 515 | 3 644 | 3 880 | 3 894 | 3 866 |